# Ticketbis
Ticketbis — интернет-платформа, позволяющая частным лицам в режиме онлайн покупать и продавать билеты на футбол, хоккей, концерты и другие мероприятия. Была основана в 2010 году испанскими предпринимателями Андером Мичеленой и Джоном Уриарте.
В настоящее время предоставляет свои услуги в 31 стране мира.

## Принцип работы
Деятельность компании относится к бизнес-модели, называемой вторичным рынком продажи билетов.
Первыми, кто начал работать в данном секторе, является американская платформа Stubhub, принадлежащая корпорации Ebay.
Ticketbis выступает посредником между физическими лицами, которые хотят перепродать или купить билеты на спортивные и развлекательные мероприятия. Продавец устанавливает желаемую сумму за продажу билета, после чего к ней, в качестве платы за предоставленные услуги, автоматически добавляется комиссия платформы.
Особенностью сервиса является отсутствие прямого контакта между покупателем и продавцом. Все операции осуществляются онлайн, сам же обмен билетами происходит посредством курьерских служб.

## История
После запуска испанской версии сайта в 2010 году компания расширила свою деятельность, открыв порталы в Европе, Латинской Америке и странах Азии.
| Год  | Страна |
| ---- | --- |
| 2009 | Испания |
| 2011 | Италия · Португалия · Великобритания · Бразилия · Мексика · Аргентина                                                                          |
| 2012 | Чили |
| 2013 | Колумбия · Перу · Венесуэла · Россия · Парагвай · Германия · Уругвай · Япония · Китайская Республика · Гонконг · Сингапур · Республика Корея · |
| 2014 | Польша · |
| 2015 | Индонезия · Малайзия · Филиппины · Таиланд |

## Мнения
Многие пользователи, а также некоторые интернет-издания критически высказываются о работе Ticketbis, о чём свидетельствуют отзывы на интернет-форумах и специализорованных сайтах типа Trustpilot или Отзовик. В своих комментариях пользователи жалуются на завышенную стоимость билетов, проблемы с доставкой и сложности при попытке связаться с представителями сайта.
Средства массовой информации международного значения охарактеризовали Ticketbis как платформу, деятельность которой подпадает под экономическую модель совместного потребления, пока что только набирающую популярность в России. Среди наиболее известных стартапов, работающих согласно данной модели - Blablacar, Couchsurfing, Airbnb.
Согласно информации, размещённой на официальном сайте Ticketbis, компания гарантирует безопасность сделок между покупателями и продавцами. 
Также интернет-платформа заявляет, что цены, указанные на сайте, назначаются непосредственно продавцом, поэтому зачастую могут отличаться от среднерыночного предложения.

## Правовые аспекты
Деятельность рынка вторичной продажи билетов подвергалась многочисленной критике, в связи с чем в некоторых странах были внесены законопроекты, направленные на государственное урегулирование данной отрасли.
Целью законопроектов является увеличение прозрачности работы перепродавцов и получение дополнительных гарантий для покупателей.
Тем не менее, крупные представители билетной индустрии считают, что внесённые законопроекты могут негативно отразиться на вторичном билетном рынке, а также навредить конечному потребителю.
В России на данных момент отсутствуют чёткие государственные механизмы, направленные на регулирование деятельности первичных и вторичных операторов билетного рынка.